# ایندیپندنس (کانزاس)
ایندیپندنس (به انگلیسی: Independence) شهری در ایالت کانزاس کشور ایالات متحده آمریکا است که جمعیت آن در سرشماری سال ۲۰۱۰ میلادی، ۹٬۴۸۳ نفر بوده‌است.